# ملك أباد (إسلام شهر)
ملك أباد (بالفارسية: ملک‌آباد) هي قرية تقع في قسم دة عباس الريفي (مقاطعة اسلام شهر) في إيران. يقدر عدد سكانها بـ 319 نسمة.